# Momčilo Krajišnik
Momčilo Krajišnik (Servisch: Момчило Крајишник) (Sarajevo, 20 januari 1945 - Banja Luka, 15 september 2020) was een politicus uit de Servische Republiek.
Begin jaren negentig was Krajišnik voorzitter van het parlement van de Republika Srpska. Daarna was hij een van de handlangers van Radovan Karadžić tijdens de Bosnische Oorlog. Na de oorlog werd Krajišnik verkozen in het drie-presidentschap van Bosnië en Herzegovina, naast de Bosniak Alija Izetbegović en de Kroaat Krešimir Zubak. Hij zetelde van 1996 tot 1998 en werd daarna niet herkozen.
Wegens zijn betrokkenheid bij de oorlogsmisdaden tussen 1992 en 1995 werd Krajišnik op 27 september 2006 door het Joegoslavië-tribunaal veroordeeld tot 27 jaar gevangenisstraf. In hoger beroep werd deze straf in 2009 aangepast naar 20 jaar. Op 1 september 2013 werd hij vervroegd vrijgelaten. Zeven jaar later overleed hij op 75-jarige leeftijd aan de gevolgen van COVID-19.